# AZD1222
A vacina Oxford–AstraZeneca contra COVID-19, codinome AZD1222, e vendida sob as marcas Covishield e Vaxzevria, entre outras, é uma vacina de vetor viral para prevenção da COVID-19. Desenvolvida no Reino Unido pela Universidade de Oxford e pela empresa anglo-sueca AstraZeneca, usando como vetor o adenovírus de chimpanzé modificado ChAdOx1. A vacina é administrada por injeção intramuscular. Estudos realizados em 2020 mostraram que a eficácia da vacina é de 76,0% na prevenção da COVID-19 sintomática começando 22 dias após a primeira dose e 81,3% após a segunda dose.
A vacina é estável em temperaturas de geladeira e tem um bom perfil de segurança, com efeitos colaterais que incluem dor no local da injeção, dor de cabeça e náusea, todos geralmente desaparecendo em poucos dias. Mais raramente, pode ocorrer anafilaxia; a Agência Reguladora de Medicamentos e Produtos de Saúde do Reino Unido (MHRA) tem 268 relatórios de cerca de 21,2 milhões de vacinações. Em casos muito raros (cerca de 1 em 100 mil pessoas), a vacina foi associada a um risco aumentado de coágulos sanguíneos quando em combinação com baixos níveis de plaquetas no sangue (eventos embólicos e trombóticos após a vacinação contra COVID-19). De acordo com a Agência Europeia de Medicamentos, até 4 de abril de 2021 um total de 222 casos de coágulos sanguíneos extremamente raros foram registrados entre 34 milhões de pessoas que foram vacinadas no Espaço Econômico Europeu (uma porcentagem de 0,0007%).
Em 30 de dezembro de 2020, a vacina foi aprovada pela primeira vez para uso no programa de vacinação do Reino Unido, e a primeira vacinação fora de um estudo foi administrada em 4 de janeiro de 2021. A vacina já foi aprovada por várias agências de medicamentos em todo o mundo e foi aprovada para uma Lista de Uso de Emergência pela Organização Mundial da Saúde (OMS). Em janeiro de 2022, mais de 2,5 bilhões de doses da vacina foram liberadas para mais de 170 países em todo o mundo. Alguns países limitaram seu uso a idosos com maior risco de doença grave por COVID-19 devido a preocupações com os efeitos colaterais muito raros da vacina em indivíduos mais jovens.